# Medienanstalt Hessen
Die Medienanstalt Hessen (zuvor Hessische Landesanstalt für privaten Rundfunk und neue Medien) ist die Landesmedienanstalt des deutschen Bundeslandes Hessen.

## Hintergrund
Die Anstalt hat eine Vielzahl von Aufgaben rund um die Medien in Hessen. Sie wurde 1989 mit dem Auftrag gegründet, private Radiostationen und Fernsehsender in Hessen zuzulassen. Seitdem hat sich ihr Aufgabenkatalog stark erweitert. Er reicht von der medienpraktischen Arbeit insbesondere mit Kindern, Jugendlichen und Multiplikatoren über die Internetaufsicht bis hin zu Infrastrukturprojekten in Nordhessen. Die Medienanstalt Hessen ist Mitglied in der Arbeitsgemeinschaft der Landesmedienanstalten .
Oberstes Entscheidungsgremium der hessischen Landesmedienanstalt ist die Versammlung – eine Art „Rundfunkparlament“. Die Versammlung setzt sich aus 31 Repräsentanten bedeutender gesellschaftlicher Gruppen in Hessen zusammen. Der Vorsitzende ist Jörg Steinbach. Hauptamtlicher Direktor ist Murad Erdemir. Er wird von rund 50 Mitarbeitenden der Medienanstalt und der beiden angebundenen Medienbildungszentren Nord und Süd unterstützt. Die Landesmedienanstalt finanziert sich überwiegend aus einem Anteil der Rundfunkbeiträge. Rund 1,2 Prozent der in Hessen anfallenden Beiträge (etwa 7,3 Mio. Euro) stehen für breit gestreute Aufgaben zur Verfügung. Rechtsgrundlage für die Arbeit der Medienanstalt Hessen ist das Hessische Gesetz über privaten Rundfunk und neue Medien (HPMG).

## Aufgaben

### Zulassung, Aufsicht und Kontrolle
Wer auf Sendung gehen möchte, braucht dazu eine besondere Genehmigung. In Hessen darf diese Zulassung nur die Medienanstalt Hessen erteilen. Zulassungen erteilt wurden bereits z. B. an Hit Radio FFH, Radio BOB!, oder RTLZWEI. Die Medienanstalt kontrolliert die Einhaltung der rechtlichen Bestimmungen in den privaten Radio- und Fernsehprogrammen und auch bei Internetangeboten, wenn sie aus Hessen stammen. Bei Hörfunk und Fernsehen geht es vor allem um Programmgrundsätze, Jugendschutzrecht, Menschenwürde und Werberegeln. Bei Internetangeboten geht es darüber hinaus auch um Themen wie Pornografie, Gewaltverherrlichung, Extremismus und die Impressumspflicht. Bei Internetangeboten und Benutzeroberflächen spielen zusätzlich wichtige Themen wie die Regulierung von Medienplattformen, Benutzeroberflächen und Intermediären eine entscheidende Rolle. Auch die Bekämpfung von Hass, Hetze und Desinformation ist ein zentraler Aspekt ihrer Arbeit. Stellt die Medienanstalt einen Gesetzesverstoß fest, muss der Anbieter den unzulässigen Inhalt ändern oder löschen, teilweise werden auch Bußgelder erhoben. Bei Straftatbeständen ist eine enge Zusammenarbeit mit Polizei und Staatsanwaltschaft erforderlich.
Zulassungen haben in Hessen auch die sieben nichtkommerziellen Lokalradios. Zu finden sind sie in Kassel, Eschwege, Marburg, Wiesbaden, Frankfurt, Rüsselsheim und Darmstadt. Sie senden im Interesse der Meinungsvielfalt und sollen als Sprachrohr dienen für Gruppen und Themen, die in anderen Medien kaum Beachtung finden.

### Medienbildung und Medienkompetenzvermittlung
Die Landesmedienanstalt bietet eine Vielzahl von Projekten an, die Kinder und Jugendliche, aber auch Erzieher, Pädagogen und Eltern Medienkompetenz vermitteln soll.

### Medienbildungszentren Nord und Süd
In Hessen gibt es zwei Medienbildungszentren an den Standorten Kassel (Nord) und Offenbach am Main (Süd). Die neuen Medienbildungszentren folgen auf die beiden Medienprojektzentren Offener Kanal (MOK) Kassel und Rhein-Main. Hintergrund ist das Hessische Gesetz über privaten Rundfunk und neue Medien (HPMG), das eine Neuausrichtung der bisherigen MOK hin zu zwei Medienbildungszentren vorsieht. Als Medienbildungszentren sind sie Plattformen für die medienpraktische Arbeit und vermitteln Medienbildung an alle Einwohnerinnen und Einwohner Hessens. Mit einem eigenen TV-Sender werden die Inhalte aus den Medienbildungszentren publik gemacht, wodurch Nutzer die Möglichkeit erhalten, ihre Beiträge einem breiten Publikum zu präsentieren.

### Medientechnologie und Medienwirtschaft
Die Landesmedienanstalt sorgt insbesondere durch die Förderung neuer digitaler Übertragungswege dafür, dass auch die Menschen in den ländlichen Gebieten Hessens nicht den Anschluss an die Medien verlieren.
Netz- und Kreativindustrie sind eng miteinander verzahnt; ihre Bedeutung wächst. Die Förderung des Medienstandorts Hessen soll wichtige wirtschaftliche Impulse setzen.

## Projekte
Die Medienanstalt Hessen verantwortet zudem eine Reihe von Angeboten und Projekten:
- Mediathek Hessen: Online-Plattform, die Zugriff bietet auf Sendungen hessischer Fernseh- und Radioveranstalter, darunter auch die Angebote der zwei hessischen Medienbildungszentren
- MediaSurfer: MedienKompetenzPreis Hessen für Kinder und Jugendliche
- Internet-ABC: Plattform als spielerischer Ratgeber für den Einstieg ins Internet; Zielgruppe sind Kinder zwischen fünf und zwölf Jahren, Eltern und Pädagogen
- Flimmo: Elternratgeber für TV, Streaming, YouTube und Kino
- Stiftung Zuhören: fördert über eine Vielzahl unterschiedlicher Projekte den selbstbestimmten und kompetenten Umgang mit Medien und Kommunikationstechnologien